# Acmaeoderopsis paravaripilis
Acmaeoderopsis paravaripilis är en skalbaggsart som först beskrevs av Barr 1972.  Acmaeoderopsis paravaripilis ingår i släktet Acmaeoderopsis och familjen praktbaggar. Inga underarter finns listade i Catalogue of Life.